# NGC 7292

## Додаткова інформація
16 червня 2023 року, згідно повідомлення NASA, космічний телескоп Габбл виконав зображення галактики NGC 7292 у супроводі кількох яскравих зірок і нечітких плям надзвичайно далеких галактик на задньому плані. Було підтверджено, що NGC 7292 знаходиться приблизно в 44 мільйонах світлових років від Землі в сузір’ї Пегаса та є неправильною, тобто в ній відсутні чіткі спіральні рукави або еліптична форма деяких галактик. Незвичайним є також те, що її ядро витягнуте в чітку смугу, що можна побачити в багатьох спіральних галактиках. Поряд зі своєю туманною формою, NGC 7292 є надзвичайно слабкою. У результаті астрономи класифікували NGC 7292 як галактику з низькою поверхневою яскравістю, яку ледь помітно на тлі нічного неба. У таких галактиках зазвичай переважають газ і темна матерія, а не зірки. Разом з тим, ще в 1964 році астрономи спостерігали наднову в галактиці NGC 7292 та назвали її SN 1964H.
1. ↑  Hubble Captures a Billowing Irregular Galaxy. Jun 16, 2023
2. ↑  Хаббл зафіксував хвилеподібну неправильну галактику. // Автор: Герман Богапов, 21.06.2023